# ستيف كلارك
ستيف كلارك (بالإنجليزية: Steve Clarke)‏ من مواليد 29 أغسطس 1963 ذو جنسية إسكتلندية كان مدرب مساعد في تشيلسي الإنجليزي وانتقل في سبتمبر 2008 إلي وست هام يونايتد كمدير فني.

## مسيرته الكروية
لعب ستيف كلارك خلال مسيرته الاحترافية مع ناديين في سبعة عشر موسمًا وسجل خلالها 13 هدفًا ضمن 481 مباراة. حيث فاز في موسمين بالكأس ولم يفز بأي دوري.
خاض ستيف كلارك مسيرته مع نادي سانت ميرين في موسم 1982–83 ليلعب معه خمسة مواسم، مشاركًا في 151 مباراة سجل خلالها 6 أهداف. ثم انتقل إلى نادي تشيلسي في موسم 1986–87 ليلعب معه اثنا عشر موسمًا، حيث شارك في 330 مباراة سجل خلالها 7 أهداف.

## روابط خارجية
- ستيف كلارك على موقع الاتحاد الأوربي (الإنجليزية)
- ستيف كلارك على موقع الاتحاد الإسكتلندي (الإنجليزية)
- ستيف كلارك على موقع قاعدة بيانات كرة القدم.إي يو (الإنجليزية)
- ستيف كلارك على موقع ناشيونال فوتبول تيمز (الإنجليزية)
- ستيف كلارك على موقع Soccerbase.com (لاعب) (الإنجليزية)
- ستيف كلارك على موقع Soccerbase.com (مدرب) (الإنجليزية)
- ستيف كلارك على موقع عالم كرة القدم.نت (الإنجليزية)